# Edney Gouvêa Mattoso

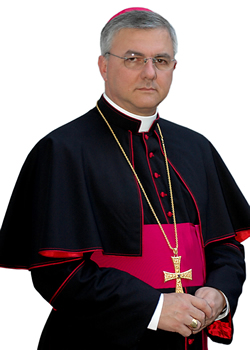
Bischof Edney Gouvêa Mattoso

Wappen von Bischof Edney Gouvêa Mattoso

Edney Gouvêa Mattoso (* 2. Februar 1957 in Rio de Janeiro) ist ein brasilianischer Geistlicher und emeritierter römisch-katholischer Bischof von Nova Friburgo.

## Leben
Der Erzbischof von São Sebastião do Rio de Janeiro, Eugênio Kardinal de Araújo Sales, weihte ihn am 29. August 1987 zum Priester.
Papst Johannes Paul II. ernannte ihn am 12. Januar 2005 zum Weihbischof in São Sebastião do Rio de Janeiro und Titularbischof von Tunnuna. Der Erzbischof von São Sebastião do Rio de Janeiro, Eusébio Oscar Kardinal Scheid SCJ, spendete ihm am 12. März desselben Jahres die Bischofsweihe; Mitkonsekratoren waren dessen Amtsvorgänger Eugênio Kardinal de Araújo Sales und Alano Maria Pena OP, Erzbischof von Niterói. Als Wahlspruch wählte er FIAT VOLUNTAS TUA.
Papst Benedikt XVI. ernannte ihn am 20. Januar 2010 zum Bischof von Nova Friburgo. Am 22. Januar 2020 nahm Papst Franziskus das von Edney Gouvêa Mattoso vorgebrachte Rücktrittsgesuch an.